# Hendrik Focking
Hendrik Focking (ook wel Fokking, vermoedelijk te Dantzig, 17 augustus 1747 - Amsterdam, begraven 9 april 1796) was een Nederlands organist, beiaardier en componist van kamermuziek en werken voor diverse klavierinstrumenten.

## Biografie
Hendrik Focking werd vermoedelijk in 1747 te Dantzig geboren; hij was of vanaf zijn geboorte blind of werd in zijn jeugd blind. Over zijn jeugd is niets bekend. Zijn Nederlandse vader onderwijzer Cornelis Focking, familie van de drukker met dezelfde naam, en moeder Trijntje Cornelis Nollen vertrokken voor enige tijd naar Dantzig. Zij waren na terugkomst vaste bezoekers van de doopsgezinde kerk De Drie Kruikjes aan het Spui. Focking huwde zelf in 1769 met Anna Lodewijks (Dantzig ca 1740 - Amsterdam 1809). De vroegst bekende datum waarop de naam van Focking opduikt in de archieven is 15 juni 1769. Op die dag wordt hij benoemd tot beiaardier van de Oudekerkstoren in Amsterdam. Twee jaar daarna zou hij een klaviermethode hebben geschreven, die wordt uitgegeven bij J.C. Sepp (doopsgezind en behorend tot de geloofsgemeenschap van De Drie Kruikjes) te Amsterdam. Vandaag de dag wordt echter betwijfeld of het wel tot een echte uitgave daarvan is gekomen. Rond 1780 was Focking ook de organist van de Doopsgezinde kerk aldaar (de orgelbouwer Strumphler had hier in 1777 een nieuw orgel geplaatst). Hendrik Focking is ook muziekpedagoog geweest; in 1781 neemt de dan 12-jarige blinde Daniël Brachthuizer les bij hem. In 1791 (Hij woont dan achter het Kartuizerklooster in Amsterdam) wordt hij benoemd tot beiaardier van de Regulierstoren. In 1796 komt er een verzoek van zijn zoon C. Focking om wijlen zijn vader te mogen opvolgen als organist van de Doopsgezinde kerk Bij het Lam te Amsterdam.

## Muziek
Hendrik Focking schreef muziek in een soms laat-barokke, soms vroeg-klassieke, "galante" stijl. Hij schreef overwegend kamermuziek.
- VI Sonates pour le flûte traverse solo, avec une basse continuo, oeuvre 1ère.
- Oratorium of cantate of het lijden en sterven van Jesus Christus; bestaande in een vocal en instrumental muziek, in poëzy gebragt en gedeeltelijk gecomponeerd door H. Focking , doch om de fraaiheid van poëzy door D. Brachthuizer verder tot stand gebragt, [...]. (1796)

## Discografie
6 Sonates op. 1 (fluit en basso continuo). Sonate in D groot (nr. 5) uit 6 sonates op. 1 is op cd gezet bij het label Erasmus door Wilbert Hazelzet, Ton Koopman en Jaap Ter Linden.
- Gemeinsame Normdatei: 1150723041
- International Standard Name Identifier: 0000 0001 0976 649X
- Library of Congress Control Number: n94114517
- MusicBrainz: 91337ab8-bff7-4307-9855-c25cd2468604
- Nationale Bibliotheek van Israël: 987007286818605171
- Nederlandse Thesaurus van Auteursnamen: 096423447
- Virtual International Authority File: 58317169
- WorldCat: E39PBJxcY3MtMggmg9cTjbyTpP

1. ↑  Doopregister Amsterdam
2. ↑  Administratie Karthuizer kerkhof onder de naam Fokking; in november 1796 liet de familie zaken na aan De Drie Kruikjes